# Ana de Lorena
Ana de Lorena (em francês:  Anne de Lorraine; 25 de julho de 1522 — Diest, 15 de maio de 1568) era a filha de António, Duque da Lorena e de Bar, e de sua mulher Renata de Bourbon.

## Biografia
Chegou a ser pensada como noiva de Henrique VIII de Inglaterra, pelo que foi uma das damas europeia retratadas pelo pintor alemão Hans Holbein, o jovem. No entanto, ela acaba por casar com Renato de Châlon, Príncipe de Orange, a 20 de agosto de 1540 em Bar-le-Duc. Dessa união nasce uma filha, Maria (em 1544), que apenas viveu três semanas e que foi sepultada na Igreja de Nossa Senhora de Breda (a Grande Igreja ou Grote of Onze-Lieve-Vrouwekerk), em Breda.
O seu marido, Renato de Châlon, morre também em 1544 no cerco de Saint Dizier, na companhia do imperador Carlos V. Em sua memória, ela manda erigir na igreja de Santo Estêvão (Église de Saint Étienne) de Bar-le-Duc a famosa "Tumba de Renato de Chalon" (em francês:  Transi de René de Chalon) com um esqueleto esculpido pelo escultor Ligier Richier.
A 9 de julho de 1548, Ana de Lorena casa em segunda núpcias com Filipe II de Croÿ, Príncipe de Croÿ e duque de Aarschot, ele também já viúvo, mas com 52 anos e já com uma ampla descendência do seu primeiro casamento. Ana volta a ficar viúva pela segunda vez em abril do ano seguinte. Dessa união nasce entretanto um filho póstumo, Carlos Filipe de Croy (em neerlandês:  Karel Filips van Croÿ; 1 de setembro de 1549 - 25 de novembro de 1613), príncipe de Croy, que casou, em 1580, com Diana de Dommartin, Baronesa de Fontenoy-le-Château (1552-1625).
Ana, duas vezes viúva aos 27 anos, não se volta a casar, dedicando-se à educação do seu filho, morrendo em 1568 com 46 anos de idade.